# Дунцис, Илья Артурович
Илья Артурович Дунцис (род. 27 апреля 1982) — российский самбист и дзюдоист, призёр чемпионата России, мастер спорта России по самбо и дзюдо. Студент факультета физической культуры и спорта Красноярского государственного университета.

## Спортивные результаты
- Чемпионат России 2001 года среди юниоров — ;
- Чемпионат России 2002 года среди молодёжи — ;
- Чемпионат России 2004 года среди молодёжи — ;
- Чемпионат России по дзюдо 2007 года — ;
- Мемориал Владимира Гулидова 2008 года, Красноярск — .